# Андреевка (Аткарский район)
Андреевка — деревня в Аткарском районе Саратовской области России. Входит в состав Барановского муниципального образования.

## История
Деревня принадлежала князьям Воконским, а затем представителям рода Кайсаровых. В «Списке населённых мест Саратовской губернии по данным 1859 года» населённый пункт упомянут как владельческая деревня Андреевка Аткарского уезда (1-го стана) при реке Большой Колышлей, расположенная в 14 верстах от уездного города Аткарска. В деревне имелось 27 дворов и проживало 262 жителя (124 мужчины и 138 женщин).
Согласно «Списку населённых мест Саратовского уезда» издания 1914 года (по сведениям за 1911 год) в деревне Андреевка, относившейся к Киселёвско-Чемизовской волости, имелось 40 хозяйств и проживал 271 человек (145 мужчин и 126 женщин). В национальном составе населения преобладали великороссы.

## География
Деревня находится на востоке центральной части района, в пределах Приволжской возвышенности, на правом берегу реки Большой Колышлей, на расстоянии примерно 5 километров (по прямой) к востоку от города Аткарск. Абсолютная высота — 168 метров над уровнем моря.

Часовой пояс
Деревня Андреевка, как и вся Саратовская область, находится в часовой зоне МСК+1. Смещение применяемого времени относительно UTC составляет +4:00.

## Население
| 2010 |
| ---- |
| 26   |

Гендерный состав
По данным Всероссийской переписи населения 2010 года в гендерной структуре населения мужчины составляли 57,7 %, женщины — соответственно 42,3 %.
Национальный состав
Согласно результатам переписи 2002 года, в национальной структуре населения русские составляли 76 %.

## Улицы
Уличная сеть деревни состоит из одной улицы (ул. Горная).